# Bulbophyllum apiferum
Bulbophyllum apiferum là một loài phong lan thuộc chi Bulbophyllum.